# Numero di Ursell

Caratteristiche di un'onda.

In fluidodinamica, il numero di Ursell indica la non linearità delle lunghe onde di gravità superficiali su uno strato fluido. Si tratta di un parametro adimensionale che deve il suo nome a Fritz Ursell, che ne discusse il significato fisico nel 1953.

## Formalismo matematico
Il numero di Ursell deriva dall'espansione in serie dell'onda di Stokes, una serie perturbativa applicata a onde periodiche non lineari, nel limite di onde lunghe in acque basse, quando la lunghezza d'onda è molto più grande della profondità dell'acqua.
Il numero di Ursell viene definito come:
{\displaystyle U\,=\,{\frac {H}{h}}\left({\frac {\lambda }{h}}\right)^{2}\,=\,{\frac {H\,\lambda ^{2}}{h^{3}}},}
che, a parte la costante 3 / (32 π2), è il rapporto dell'ampiezza del termine di secondo ordine rispetto a quello di primo ordine nell'elevazione del pelo libero dell'acqua.
I parametri utilizzati sono:
- H : l'altezza dell'onda, cioè la differenza tra l'elevazione della cresta dell'onda e il suo ventre,
- h : la profondità media dell'acqua,
- λ : la lunghezza d'onda, che deve essere grande in rapporto alla profondità dell'acqua, cioè λ ≫ h.

Pertanto il parametro di Ursell è l'altezza relativa dell'onda H / h, moltiplicata per la lunghezza d'onda relativa λ / h al quadrato.
Per onde lunghe (λ ≫ h) con numeri di Ursell piccoli, U ≪ 32 π2 / 3 ≈ 100, si può applicare la teoria lineare delle onde. Negli altri e più frequenti casi, si deve applicare una teoria non lineare per onde abbastanza lunghe (λ > 7 h) come l'equazione di Korteweg-de Vries o l'approssimazione di Boussinesq.
Questo parametro, con una differente normalizzazione, era già stato introdotto da George Stokes nel suo storico studio sulle onde di gravità del 1847.